# Oresme (cráter)

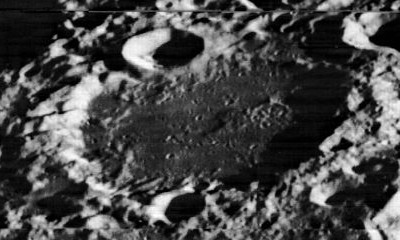
Vista oblicua desde el Lunar Orbiter 2, mirando al sur

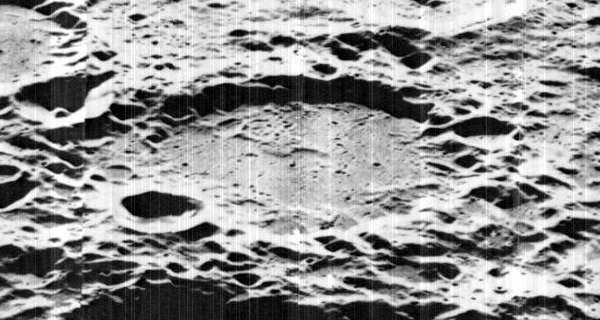
Imagen oblicua de la misión Lunar Orbiter 5, mirando al oeste

Oresme es un cráter de impacto perteneciente a la cara oculta de la Luna. Se encuentra justo al oeste-noroeste del cráter de mayor tamaño Von Kármán. Al suroeste de Oresme se halla Chrétien, y al noroeste aparece el Mare Ingenii. Se piensa que este cráter se formó durante el Período Nectárico, de hace unos 4 mil millones de años.
|  |

Este cráter tiene un borde exterior considerablemente dañado, que forma un anillo irregular sobre el suelo interior. Por el contrario, el suelo de Oresme es una superficie relativamente plana, sin rasgos distintivos, que está marcada solo por unos diminutos cráteres y elevaciones reducidas. El brocal se corta en el sureste con el cráter satélite Oresme K, con un cráter más pequeño en el sector norte.
Antes de su nombramiento formal en 1970 por la UAI, era conocido como "Cráter 430".

## Cráteres satélite
Por convención estos elementos son identificados en los mapas lunares poniendo la letra en el lado del punto medio del cráter que está más cercano a Oresme.
|        | \| Oresme \| Coordenadas \| Diámetro \| \| ------ \| ------------------------------- \| -------- \| \| K \| 43°54′S 170°00′E / -43.9, 170.0 \| 24 km \| \| Q \| 44°00′S 167°12′E / -44.0, 167.2 \| 23 km \| \| U \| 41°36′S 164°48′E / -41.6, 164.8 \| 84 km \| \| V \| 40°30′S 165°36′E / -40.5, 165.6 \| 51 km \| |          |
| Oresme | Coordenadas | Diámetro |
| K      | 43°54′S 170°00′E / -43.9, 170.0 | 24 km    |
| Q      | 44°00′S 167°12′E / -44.0, 167.2 | 23 km    |
| U      | 41°36′S 164°48′E / -41.6, 164.8 | 84 km    |
| V      | 40°30′S 165°36′E / -40.5, 165.6 | 51 km    |